# ゾホル - ザーホルスカー・ヴェス線
ゾホル - ザーホルスカー・ヴェス線（ゾホル - ザーホルスカー・ヴェスせん、チェコ語: Železničná trať Zohor – Záhorská Ves）は、スロバキア国鉄の鉄道線の名称である。路線番号は113。
1911年に開業した。

## 運行形態[2]
全て各駅停車。一日あたり、平日は7往復、休日は3往復（春・夏は4往復）の運行。朝と夕方中心の運行で、日中は運行されない。ザーホルスカー・ヴェス行は、ほぼ全便が110号線のブラチスラヴァ方面から接続を受けるが、ゾホル行は、午前中が主に110号線のブラチスラヴァ方面、午後はマラツキ方面と接続する。休日に限り、うち3往復が112号線のプラヴェツケー・ポドフラヂェまで乗り入れる。

## 駅一覧
以下では、スロバキア国鉄113号線の駅と営業キロ、停車列車、接続路線などを一覧表で示す。なお、全て各駅停車である。
| 路線名 | 駅名                                       | 駅間営業キロ | 累計営業キロ | 接続路線                                                                | 所在地           | 所在地     |
| ------ | ------------------------------------------ | ------------ | ------------ | ----------------------------------------------------------------------- | ---------------- | ---------- |
| 113    | ゾホル駅                                   | -            | 0.0          | 110号線（ブラチスラヴァ方面、クーティ方面） 112号線（ポドフラヂェ方面） | ブラチスラヴァ県 | マラツキ郡 |
| 113    | ラーブスケ・ヤゼロ停留所                   | 4.2          | 4.2          |                                                                         | ブラチスラヴァ県 | マラツキ郡 |
| 113    | ヴィソカー・プリ・モラヴェ駅               | 2.5          | 6.7          |                                                                         | ブラチスラヴァ県 | マラツキ郡 |
| 113    | ヴィソカー・プリ・モラヴェ停留所（休止中） |              | (10.5)       |                                                                         | ブラチスラヴァ県 | マラツキ郡 |
| 113    | ザーホルスカー・ヴェス駅                   | 7.8          | 14.5         |                                                                         | ブラチスラヴァ県 | マラツキ郡 |